# Detlef Junker
Hans Detlef Junker (* 20. Juni 1939 in Pinneberg) ist ein deutscher Historiker. Er war Gründer der Schurman-Bibliothek für Amerikanische Geschichte an der Universität Heidelberg und initiierte einen Lehrstuhl für Amerikanische Geschichte am Historischen Seminar der Universität Heidelberg. Er war Gründungsdirektor und Leiter des Heidelberg Center for American Studies.

## Wissenschaftliche Laufbahn
Detlef Junker wurde als Sohn des Prokuristen Walter Junker und seiner Frau Margarethe, geb. Grevsmühl, in Pinneberg geboren. Nach einer Ausbildung zum Journalisten und Redakteur studierte Detlef Junker von 1962 bis 1967 an den Universitäten Kiel und Innsbruck Geschichte, Politikwissenschaft, Philosophie und Germanistik. 1967 wurde er an der Universität Kiel mit einer Arbeit über Die politische Einschätzung Hitlers durch die Deutsche Zentrumspartei 1932/33 bei Michael Freund promoviert. Nach einer Zeit als wissenschaftlicher Assistent an der Universität Stuttgart und Forschungsaufenthalten in den USA habilitierte er sich 1974 in Stuttgart mit einer Schrift zum ökonomischen Interesse in der Außenpolitik der USA 1933–1941 und wurde zum Universitätsdozenten ernannt.
1975 folgte Junker einem Ruf an die Universität Heidelberg, wo er am Historischen Seminar bis 1994 Professor für Neuere Geschichte war. In den folgenden fünf Jahren bis 1999 leitete er als Direktor das Deutsche Historische Institut Washington; anschließend übernahm er bis zu seiner Emeritierung 2004 an der Universität Heidelberg die Curt-Engelhorn-Stiftungsprofessur für Amerikanische Geschichte. Seit 2003 leitete Junker als Gründungsdirektor das multidisziplinäre Heidelberg Center for American Studies, das auf seine Initiative hin entstanden war. Zu seinen Schwerpunkten in Forschung und Lehre gehören die amerikanische Geschichte und die Geschichte der deutsch-amerikanischen Beziehungen, deutsche Geschichte im 20. Jahrhundert sowie die Theorie der Geschichtswissenschaft.
Junker ist seit 2018 emeritiert.

## Ehrungen
Junker wurde 2005 Ehrendoktor der University of Maryland. 2007 wurde er zum Distinguished Senior Professor of the University of Heidelberg ernannt. 2010 ist Junker für seine Verdienste um die deutsch-amerikanischen Beziehungen mit dem Bundesverdienstkreuz am Bande ausgezeichnet worden.
- 2006: Festschrift: Manfred Berg, Philipp Gassert (Hrsg.): Deutschland und die USA in der Internationalen Geschichte des 20. Jahrhunderts. Franz Steiner, Stuttgart 2006.
- 2009–2011: President American Studies Network Association Europe (ASN)
- 2014: Honorary Roosevelt Fellow of the Roosevelt Study Center for Life

## Schriften (Auswahl)
- Die Deutsche Zentrumspartei und Hitler 1932/33. Ein Beitrag zur Problematik des politischen Katholizismus in Deutschland. Ernst Klett Verlag, Stuttgart 1969 (Zugl.: Kiel, Univ., Diss., 1967 u.d.T.: Die politische Einschätzung Hitlers durch die Deutsche Zentrumspartei 1932/33).
- Deutsche Parlamentsdebatten. Band 2: 1919–1933. Herausgegeben von Detlef Junker, Vorwort von Golo Mann, Einleitung von Eberhard Jäckel. Frankfurt am Main und Hamburg 1971.
- Der unteilbare Weltmarkt. Das ökonomische Interesse in der Außenpolitik der USA 1933–1941. Habilitationsschrift. Klett, Stuttgart 1975, ISBN 3-12-904700-X (= Stuttgarter Beiträge zur Geschichte und Politik. Band 8).
- Kampf um die Weltmacht: Die USA und das Dritte Reich 1933–1945. Schwann, Düsseldorf 1988, ISBN 3-590-18170-2.
- Franklin D. Roosevelt. Macht und Vision. Präsident in Krisenzeiten. 2. Auflage. Muster-Schmidt, Göttingen 1989, ISBN 3-7881-0105-9 (= Persönlichkeit und Geschichte. Band 105/106).
- Lateinamerika am Ende des 20. Jahrhunderts (= Beck´sche Reihe), München 1994, ISBN 3-406-37452-2.
- Von der Weltmacht zur Supermacht. Amerikanische Außenpolitik im 20. Jahrhundert. Mannheim 1995, ISBN 3-411-10481-3 (= Meyers Forum. Band 31).
- mit Philipp Gassert, Wilfried Mausbach, David B. Morris (Hrsg.): Die USA und Deutschland im Zeitalter des Kalten Krieges, 1945–1990. Ein Handbuch. 2 Bde. DVA, Stuttgart/München 2001, ISBN 978-3-421-05299-5 (Amerikanische Ausgabe: The United States and Germany in the Era of the Cold War. Volume 1: 1945–1968; Volume 2: 1968–1990. Cambridge University Press, New York 2004).
- Deutschland in Europa. Nationale Interessen und internationale Ordnung im 20. Jahrhundert. Palatium Verlag Mannheim, Mannheim 1997.
- mit Carole Fink, Philipp Gassert (Hrsg.): 1968. The World Transformed. German Historical Institute und Cambridge University Press, Washington, D.C. und New York 1998, ISBN 0-521-64141-1.
- Power and Mission. Was Amerika antreibt. Herder, Freiburg 2003, ISBN 3-451-28251-8.
- mit Martin Thunert, Wilfried Mausbach (Hrsg.): State and Market in a Globalized World. Transatlantic Perspectives. Universitätsverlag Winter, Heidelberg 2009, ISBN 978-3-8253-5526-5.
- mit Philipp Gassert, Wilfried Mausbach, Martin Thunert (Hrsg.): Was Amerika ausmacht – Multidisziplinäre Perspektiven. Franz Steiner Verlag, Stuttgart 2009, ISBN 978-3-515-09396-5.
- Schlaglichter auf die USA im 20. und 21. Jahrhundert. 30 Rezensionen in der Frankfurter Allgemeinen Zeitung. Heidelberg Center for American Studies (HCA), Heidelberg 2013.
- mit Thomas W. Maulucci (Hrsg.): GIs in Germany. The Social, Economic, Cultural, and Political History of the American Military Presence. Cambridge University Press, New York 2015, ISBN 978-1-107-55972-1.
- Deutschland und die USA 1871–2021. heiBOOKS, Heidelberg 2021, ISBN 978-3-948083-29-8 (Hardcover), ISBN 978-3-948083-30-4 (PDF), DOI: https://doi.org/10.11588/heibooks.756.
- Germany and the USA 1871–2021. heiBOOKS, Heidelberg 2023, ISBN 978-3-948083-89-2 (Hardcover), ISBN 978-3-948083-88-5 (PDF), DOI: https://doi.org/10.11588/heibooks.1199.

## Herausgeberschaften
- 1990–2019 Herausgeber und Lektor der Reihe Persönlichkeit und Geschichte im Muster-Schmidt Verlag, Gleichen/Zürich
- 1994–1999 Herausgeber der Transatlantischen Historischen Studien im Franz-Steiner-Verlag, Stuttgart
- 1994–1999 Herausgeber der Publications of the German Historical Institute, Washington, D.C. bei Cambridge University Press, New York
- 1994–1999 Herausgeber der In-house Publications of the German Historical Institute, Washington, D.C.
- 2003–2017 Herausgeber des Annual Report des Heidelberg Center for American Studies